# إستي

شعار أسرة إستي.

أسرة إستي(الإيطالية:Casa d'Este؛ أو ما يعرف بـ أسرة فلف-إستي)؛ هي سلالة أمراء أوروبية.
شمل الفرع الأكبر من بيت إستي دوقات براونشفايغ لونيبورغ وأيضا أنجاب ملوك بريطانيا العظمى وأيرلندا وهانوفر، وفضلاً عن إمبراطور واحد في روسيا (إيفان السادس)؛ وفي أوج العصور الوسطى قدمت إمبراطور واحد في الإمبراطورية الرومانية المقدسة (أوتو الرابع)، وفضلاً عن دوقات في بافاريا وساكسونيا وأيضا كونتات في بالاتينات-الراين.
في حين شمل الفرع الأصغر من الأسرة حكام فيرارا (1240-1597)؛ ومودينا وريدجو (1298-1796).

## الأصول
وفقاً لإدوارد جيبون، نشأت العائلة من عائلة أتي الرومانية، التي هاجرت من روما إلى إسته للدفاع عن إيطاليا ضد هجمات القوط الشرقيون، ومع ذلك هناك القليل من الأدلة لدعم هذه الفرضية، في حين تشير أسماء أفراد العائلة الأوائل إلى أنهم ذو أصول فرنجية، مما يجعلها أكثر احتمالاً بكثير، كان أول فرد معروف في الأسرة هو مارغريف أدالبرت من ماينز المعروف عنه أنه والد أوبيرتو الأول، كونت بلاطين في إيطاليا († 978)؛ حفيده ألبرتو أزو الثاني، مارغريف ميلانو (996-1097)، بحيث بنى قلعة في إسته بالقرب من بادوفا؛ كان لديه ثلاثة أبناء، أثنين منهم كانوا فرعين معروفين:-
- فلف الرابع، الأكبر († 1101)؛ هو أبن كونيغوند († 1056) أخر شخص في سلالة فلف الأكبر، ورث ممتلكات خاله المتوفي فلف، دوق كارينثيا في بافاريا في 1070، وهو سلف الفرع الأكبر «آل فلف».
- هيو؛ هو أبن أزو من زوجته الثانية غارسيندا من ماين، بحيث ورث مين الفرنسية التي كانت مهر والدته، ولكنه باعها بعد سنة، وتوفي دون ورثة.
- فولكو الأول، مارغريف ميلانو († حوالي 1135/28)؛ هو الأبن الثالث، هو جد الفرع الإيطالي الأصغر من الأسرة.

توصل الفرعين الباقين مع الدوق هاينريش الأسد من ساكسونيا وبافاريا على الجانب الألماني (سلالة فلف) إلى اتفاق في 1154 على تخصيص ممتلكات العائلة في إيطاليا إلى فرع الأصغر سناً فولك-إستي، والتي حصلت مع مرور الوقت فيرارا ومودينا وريدجو، وأيضا استولى على إسته نفسها في 1275 من قبل بادوفا، وفي 1405 (جنباً إلى جنب مع بادوفا) ضمت إلى البندقية.

## الفرع الأكبر، فلف، ناخبو هانوفر
الفرع الأكبر من الأسرة عُرف بـ أسرة فلف أو غويلف، أصبحوا دوقات بافاريا (1070-1139؛ 1156-1180) وساكسونيا (1138-1139؛ 1142-1180)، وملك ألمانيا (1198-1215)، ودوق براونشفايغ لونيبورغ (1208-1918)؛ الذين اطلقوا عليهم «ناخبو هانوفر» بعد اتحاد العائلتين في 1705.
وبعد انتهاء الحروب النابليونية وإعادة تنظيم أوروبا من جديد بعد مؤتمر فيينا في 1815 تم حل انتخابية هانوفر (دوقية براونشفايغ لونيبورغ والتي كانت في اتحاد شخصي من قبل ملك بريطانيا العظمى جورج الثالث) بموجب المعاهدة، تم توسيع أراضيها رفعها إلى مملكة، المملكة الجديدة كانت موجودة من 1815 إلى 1866، عند صعود الملكة فيكتوريا في 1837 انتقلت هذه المملكة إلى عمها إرنست أوغست الأول بسبب قوانين ساليك (التي تمنع خلافة الإناث) وبالتالي توقفت اتحاد شخصي مع بريطانيا العظمى.
في حين استمرار الأسرة في الخلافة البريطانية حتى عام 1901 مع وفاة الملكة فيكتوريا، بعد أن استمر في الحكم بعد أكثر من القرن ونصف القرن، بعد انجبت ستة ملوك.

## الفرع الأصغر، مارغريفات إستي
جميع الأجيال اللاحقة من الفرع الإيطالي هم أحفاد فولكو دإستي، من 1171 وحمل أحفاده لقب مارغريفات إستي.

## معرض صور